# Archidiocèse de Tolède
L'archidiocèse de Tolède (en latin : Archidioecesis Toletana ; en espagnol : archidiócesis de Toledo) est une Église particulière de l'Église catholique en Espagne. Son siège est la cathédrale Santa María de Tolède.

## Territoire
L'archidiocèse de Tolède confine : au nord-ouest, avec le diocèse d'Ávila ; au nord-est, avec le diocèse de Getafe et celui d'Alcalá de Henares ; à l'est, avec le diocèse de Cuenca ; au sud, avec le diocèse de Ciudad Real et celui de Cordoue ; et, à l'ouest, avec l'archidiocèse de Mérida-Badajoz et le diocèse de Plasencia.
En 2024, l'archidiocèse de Tolède comprend deux cent soixanre-quatorze communes (en espagnol : municipio, au singulier).
Vingt-huit municipalités sont situées en Estrémadure : dix-huit dans la province civile de Badajoz — à savoir, Baterno, Capilla, Casas de Don Pedro, Castilblanco, Fuenlabrada de los Montes, Garbayuela, Garlitos, Helechosa de los Montes, Herrera del Duque, Peñalsordo, Puebla de Alcocer, Risco, Siruela, Talarrubias, Tamurejo, Valdecaballeros, Villarta de los Montes et Zarza-Capilla — et dix dans celle de Cáceres — à savoir, Alía, Bohonal de Ibor, Carrascalejo, Castañar de Ibor, Garvín, Guadalupe, Navalvillar de Ibor, Peraleda de San Román, Valdelacasa de Tajo et Villar del Pedroso.
Les deux cent quatre autres municipalités sont situées dans la province civile de Tolède, en Castille-La Manche.

## Subdivisions
En 2024, l'archidiocèse de Tolède est divisé en deux cent soixante-douze paroisses (en espagnol : parroquia, au singulier) réparties entre trente-six archiprêtrés (arciprestazgo, au singulier), eux-mêmes répartis entre quatre vicariats (vicaría, au singulier).
La vicariat de Tolède comprend les huit archiprêtés de Camarena-Fuensalida, Escalona, Navahermosa, Los Navalmorales, Sagra Norte, Sagra Sur, Tolède et Torrijos ; celui de Talavera, les neuf archiprêtés de Belvís de la Jara, Guadalupe, Herrera del Duque, Oropesa, Puebla de Alcocer, La Pueblanueva, El Puente del Arzobispo, El Real de San Vicente et Talavera de la Reina ; et celui de La Manche, les sept archiprêtés de Consuegra, Madridejos, Mora, Ocaña, Orgaz, Quintanar de la Orden et Villacañas.

## Suffragants et province ecclésiastique
Siège métropolitain, il a pour suffragants les diocèses de Sigüenza-Guadalajara, Cuenca, Ciudad Real et Albacete. L'ensemble forme la province ecclésiastique de Tolède. Elle couvre approximativement la communauté autonome de Castille-La Manche.

## Histoire

### Origines (Iersiècle-IVesiècle)
Selon la tradition, Tolède aurait été évangélisée au Ier siècle par saint Eugène qui aurait fondé l'église de Tolède. Mais la présence du christianisme à Tolède est plus tardive et les premières notices historiques qui nous ont été conservées datent du IVe siècle. Le premier évêque de Tolède dont l'existence est attestée est Melantius qui signa les actes du concile d'Elvire (300). Lors de la Grande persécution des chrétiens par l'empereur Dioclétien, a lieu, à Tolède, le martyre de Léocadie, sainte patronne de la ville, fêtée le 9 décembre. En 400, se tient le premier des vingt-huit conciles de Tolède.

### Période wisigothe
Avec l'arrivée des wisigoths et spécialement après le choix de Tolède comme capitale du royaume, l'archevêché étend son domaine jusqu'à la province de Cartagène.
En 527, se tient le deuxième concile de Tolède, présidé par l'évêque Montanus.
En 587, se tient le troisième concile de Tolède, présidé par Léandre de Séville. Le roi wisigoth, Recarède, son épouse et sa cour, se convertissent au christianisme, abjurant l'arianisme.

### Domination arabe
Durant la domination arabe, la cité de Tolède est devenue un centre de perpétuation de la religion catholique, avec le maintien de l'archevêché et de sa hiérarchie antérieure.
Cependant, au VIIIe siècle des persécutions violentes obligèrent les chrétiens autochtones qui vivaient sur les terres musulmanes –les mozarabes– à fuir vers les royaumes chrétiens du nord.

### La Reconquista
Le roi Alphonse VI et les chrétiens ont conquis la cité de Tolède en 1085, en restituant son antique pouvoir à l'archevêque. Le premier archevêque de cette nouvelle ère est Bernard d'Agen, encore appelé Bernard de La Sauvetat, moine appartenant à l'Ordre de Cluny, qui à cette époque s'étendait en Espagne. Le siège épiscopal participa activement à la Reconquête, prenant en charge les territoires qui étaient conquis, et encourageant l'expansion des Ordres militaires : Santiago, Calatrava et Alcantara. Durant cette période commence la construction de l'actuelle cathédrale Santa María de Tolède, dont les travaux dureront deux siècles.
Après la conquête, durant le règne des Rois Catholiques, fut titulaire du siège de Tolède, le Cardinal Francisco Jiménez de Cisneros, qui inaugura l'université d'Alcalá, dont le territoire appartenait alors à l'archevêque de Tolède. De fait Tolède était l'Archevêché Primat de toute l'Espagne et la province ecclésiastique elle-même, s'étendait jusqu'à l'Afrique. L'archevêque participa activement à la politique du royaume. Durant le règne de Philippe II, la cour s'installa à Madrid, bien que du point de vue ecclésiastique, Madrid continua d'être dépendante de Tolède. Durant le reste de l'Époque Moderne, la cité subit un lent déclin. Même si le diocèse se maintient durant ce temps, peu à peu il perd de son poids face à d'autres plus puissantes.

### Époque contemporaine
Durant les deux derniers siècles, l'archevêché a dû faire face à divers épisodes difficiles. Pendant l'invasion de Napoléon, le diocèse se verra saccagé; l'archevêque a dû se réfugier dans la cité de Séville. Lors de la suppression de la mainmorte ecclésiastique décidée par Mendizábal et Madoz, commence un conflit entre le gouvernement d'Espagne et la Papauté; pendant un certain temps, le siège de l'archevêché est resté vacant. Enfin, la Guerre civile espagnole entrainera la destruction d'une bonne partie du patrimoine artistique de l'Archevêché et la mort de 281 prêtres. Après elle, on a procédé à la reconstruction matérielle et a été configuré l'aspect de l'actuel archidiocèse de Tolède.
Madrid, capitale de l'Espagne, se trouvait dans l'archidiocèse de Tolède. C'est seulement en 1885 que l'évêché de Madrid est créé, devenu archevêché en 1964.

## Cathédrale et basiliques mineures

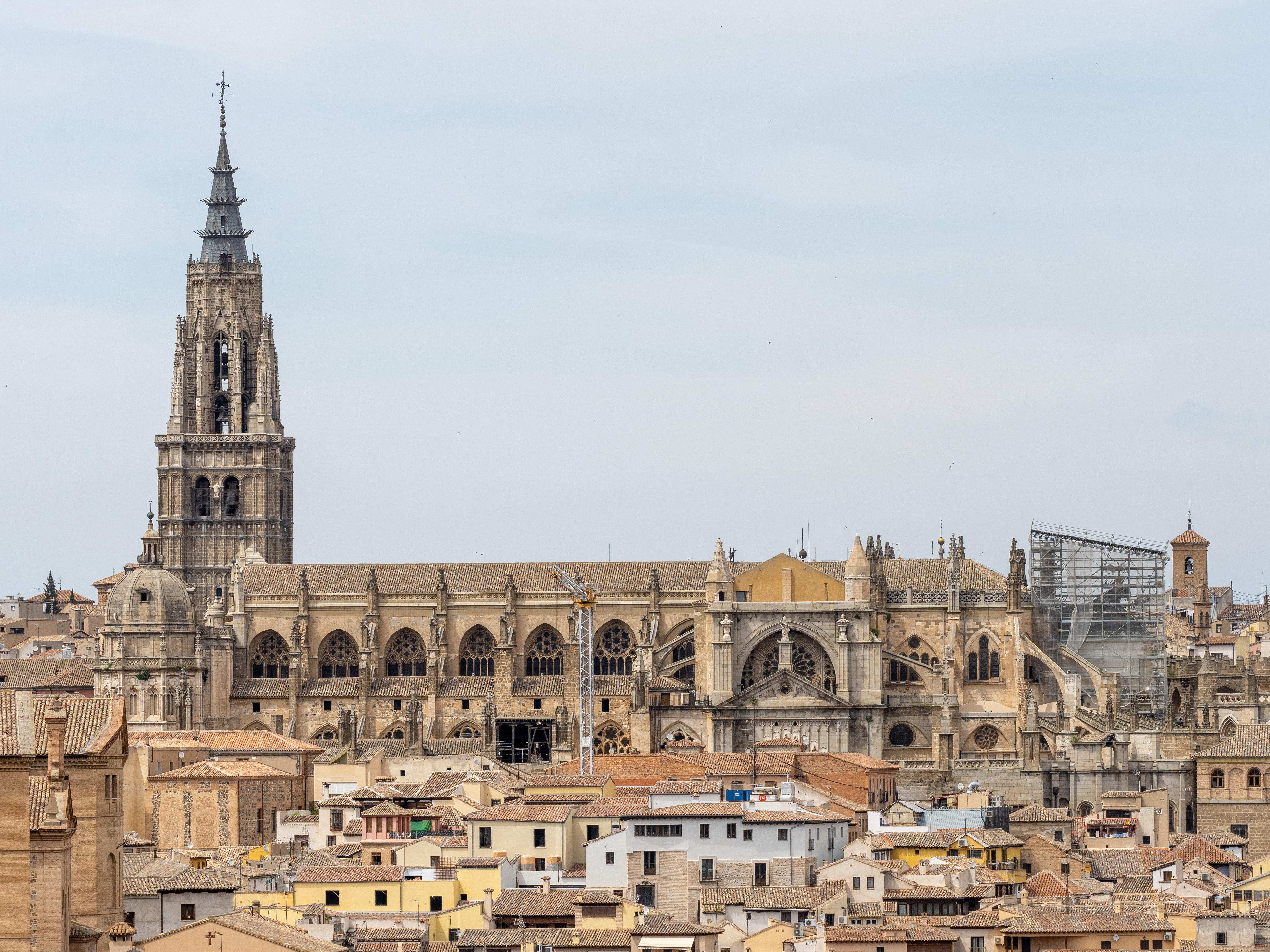
La cathédrale Sainte-Marie de Tolède.

La primatiale  de Tolède (en espagnol : catedral primada de Santa María de la Asunción), dédiée à l'Assomption de sainte Marie, est la cathédrale de l'archidiocèse.
Les deux basiliques mineures de l'archidiocèse sont :
- la basilique du monastère royal Notre-Dame de Guadalupe (real monasterio de Santa María de Guadalupe), église abbatiale, basilique mineure le 17 juin 1955[9] ;
- la basilique Notre-Dame du Prato (basílica de Nuestra Señora del Prado) à Talavera de La Reína, basilique mineure depuis le 14 février 1989[10].

## Ordinaires

### Évêques de Tolède
Le premier évêque de Tolède supposé est saint Eugène I (San Eugenio I, Ier siècle), sans doute disciple de Denys l'Aréopagite.